# Ann Pennington
Pour les articles homonymes, voir Pennington.
Ann Pennington (née le 23 décembre 1893 à Wilmington au Delaware et morte le 4 novembre 1971 à New York) est une danseuse et actrice américaine.

## Biographie
Ann Pennington était une danseuse de Broadway apparaissant dans les Ziegfeld Follies entre 1913 et 1924 et ayant connu un certain succès dans les années 1920. Elle a fait par la suite carrière au cinéma. Elle était une des plus petites danseuses par la taille, et une des rares danseuses blanches à avoir influencé le style de danse afro-américaine. Elle ne s'est jamais mariée, et meurt à New York à l'âge de 77 ans.

## Filmographie
- 1916 : La Petite fille soldat

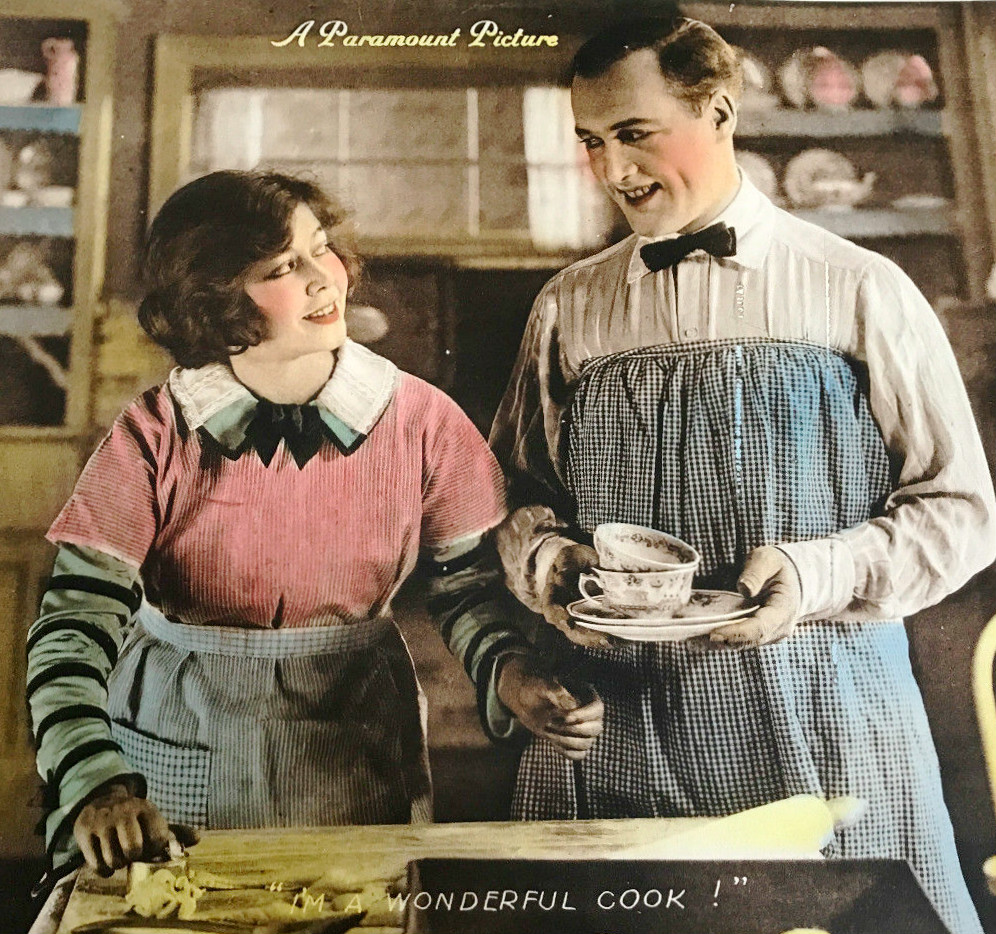
The Antics of Ann (1917).

- 1916 : The Rainbow Princess de J. Searle Dawley
- 1916 : Susie Snowflake
- 1917 : Sunshine Nan
- 1917 : The Antics of Ann
- 1924 : Tricheuse
- 1925 : Un baiser dans la nuit (A Kiss in the Dark) de Frank Tuttle
- 1925 : Gold Diggers of Broadway
- 1925 : The Golden Strain
- 1925 : Madame Behave
- 1925 : Tel... Don Juan
- 1925 : Les Feux de la rampe de Monta Bell
- 1925 : The Mad Dancer
- 1929 : Hello, Baby
- 1929 : Tanned Legs
- 1929 : La Combine
- 1929 : Is Everybody Happy?
- 1929 : Happy Days de Benjamin Stoloff
- 1940 : Texas Terrors de George Sherman
- 1940 :  Associés sans honneur
- 1942 :  La Pagode en flammes de Henry Hathaway

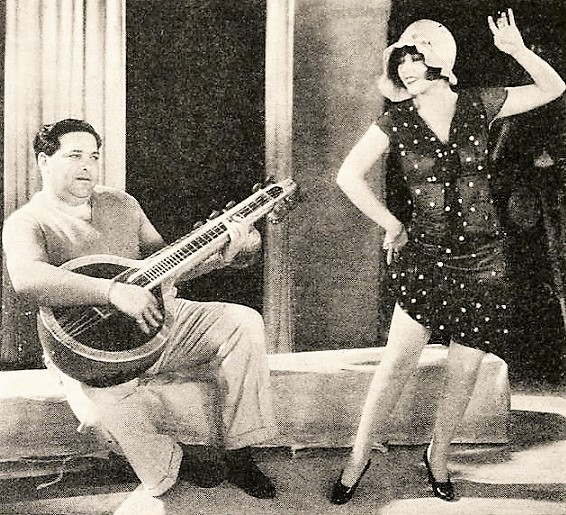
Archie Mayo et Ann Pennington en 1929